# Дауади, Шамседдин
Шамседдин Дауади (араб. شمس الدين الذوادي‎, рожд. 16 января 1987, Тунис, Тунис) —  тунисский футболист, защитник клуба «Эсперанс (Тунис)» и национальной сборной Туниса.

## Клубная карьера
Во взрослом футболе дебютировал в 2009 году выступлениями за клуб «Хаммам-Лиф», в котором провёл три сезона, приняв участие в 21 матче чемпионата.
Своей игрой за эту команду привлёк внимание представителей тренерского штаба клуба «Этуаль дю Сахель», к составу которого присоединился в 2012 году. Отыграл за команду следующий сезон.
В состав клуба «Эсперанс (Тунис)» присоединился в 2013 году. С тех пор успел сыграть за команду из Туниса 76 матчей в национальном чемпионате.

## Выступления за сборную
В 2012 году дебютировал в официальных матчах в составе национальной сборной Туниса. В составе сборной стал участником Кубка африканских наций 2017 года в Габоне.

## Достижения
Командные
Эсперанс (Тунис)
- Чемпион Туниса: 2013-14
- Обладатель Кубка Туниса: 2016